# Houtdraaien

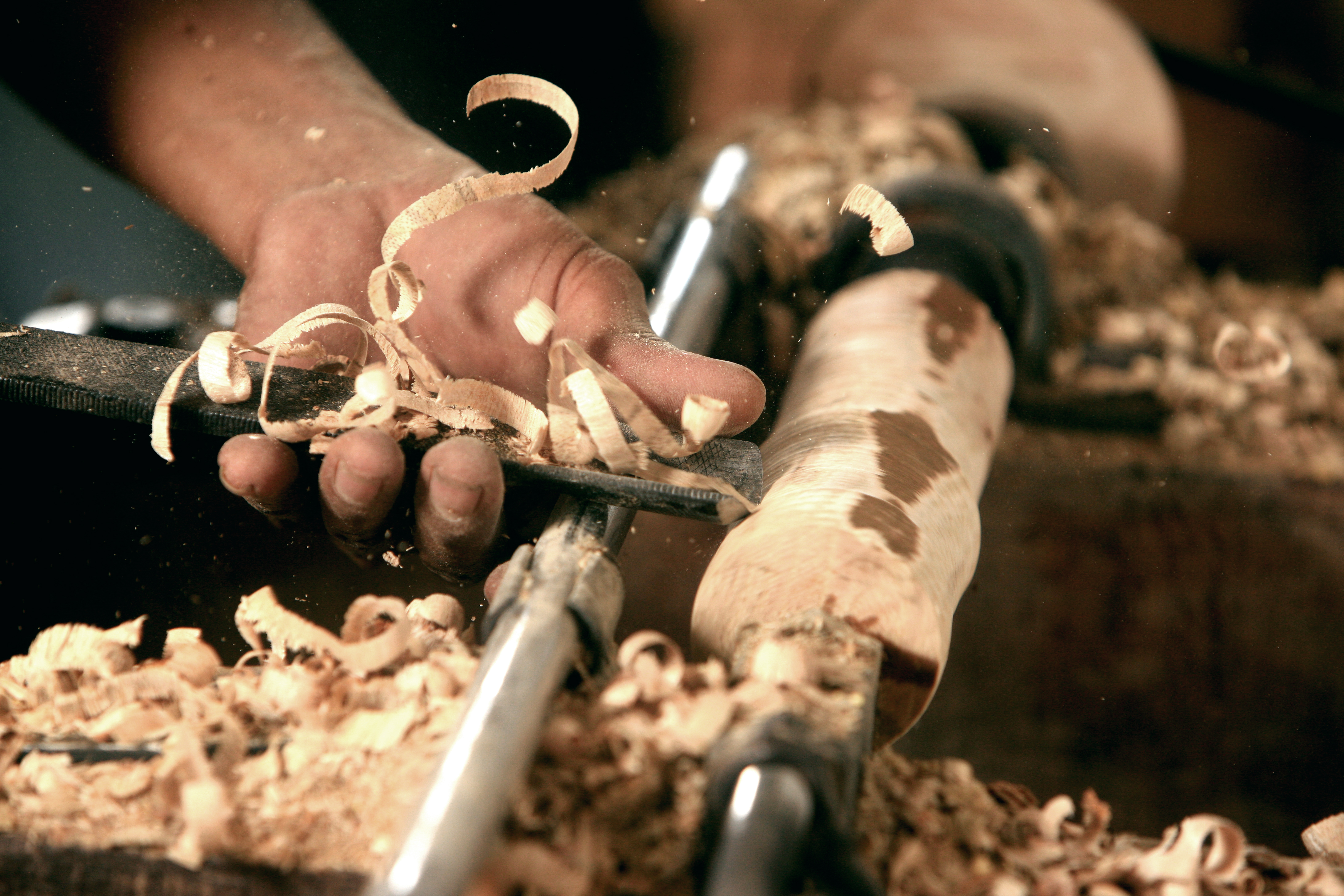
Houtdraaien

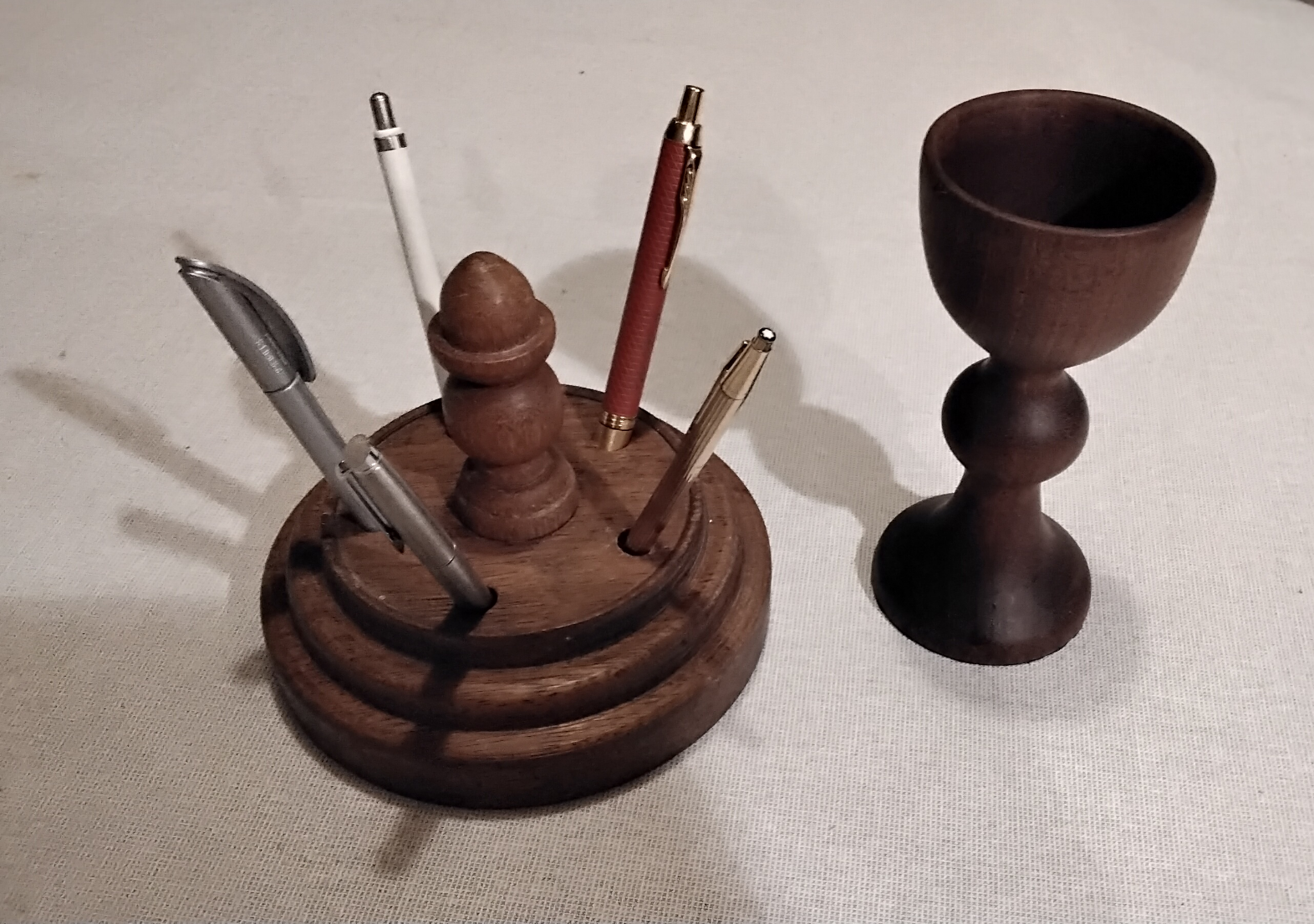
Een gehoutdraaide pennenstandaard en kelk

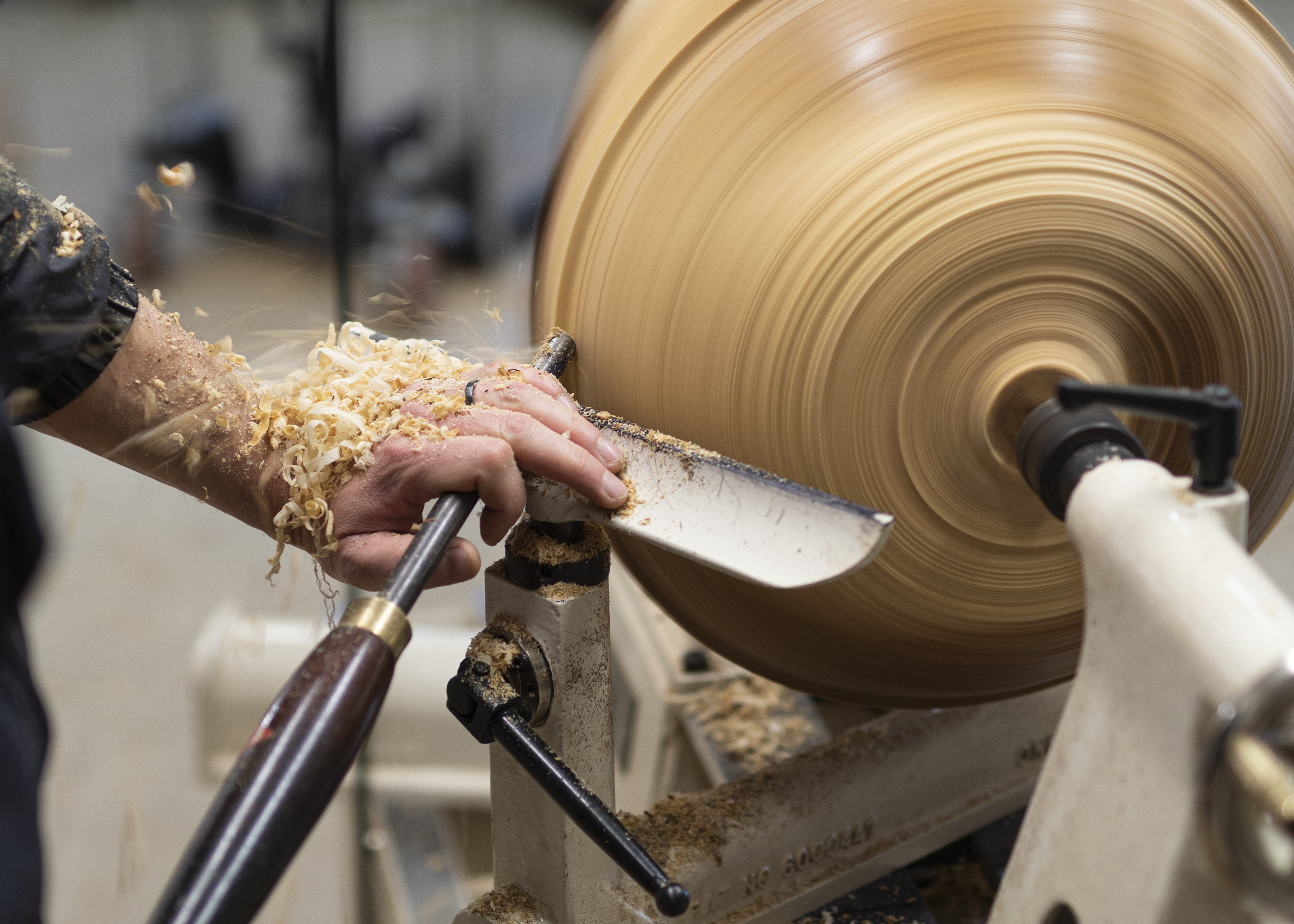
Het houtdraaien van een schaal

Houtdraaien is het gebruiken van een houtdraaibank en handgereedschap om een rotatiesymmetrische vorm te verspanen. Net als de pottenbakkersschijf is de houtdraaibank een mechanisme waarmee allerlei vormen gemaakt kunnen worden. De vakman staat bekend als een draaier en de vaardigheden die nodig zijn om het gereedschap te gebruiken, werden traditioneel aangeduid als draaierij . Het vakmanschap om gereedschap met de hand te gebruiken, zonder vast contactpunt met het hout, onderscheidt houtdraaien en de houtdraaibank van de machinistendraaibank of de metaalbewerkingsdraaibank .
Op de draaibank gemaakte voorwerpen zijn onder andere gereedschapsstelen, gordijnconsoles, voorzittershamers, kandelaars, eierdopjes, knoppen, lampen, deegrollen, pennenstandaards, cilindrische dozen, klossen voor kantklossen, naalden, breinaalden, naaldenkokers, vingerhoeden, pennen, schaakstukken, tollen, poten, spindels en pinnen voor meubels, spijlen en trappalen voor de architectuur, honkbalknuppels, holle vormen zoals houtblaasinstrumenten, urnen, sculpturen, kommen, schalen en stoelzittingen. Veel van deze producten uit de traditionele draaierij zijn vervangen door industriële productie. De houtdraaibank wordt echter nog steeds gebruikt voor decentrale productie van beperkt of maatwerk draaiwerk. Een ervaren draaier kan met vijf of zes eenvoudige gereedschappen een grote verscheidenheid aan voorwerpen vervaardigen. De gereedschappen kunnen eenvoudig worden aangepast aan de taak die moet worden uitgevoerd.
In veel delen van de wereld is de draaibank een draagbaar gereedschap dat naar de bron van het hout kan worden vervoerd of kan worden aangepast aan tijdelijke werkplekken. Ambachtslieden uit de 21e eeuw restaureren meubilair, zetten volkskunsttradities voort, produceren op maat gemaakt architectonisch werk en creëren fijn handwerk voor galerieën. Houtdraaien is aantrekkelijk voor mensen die graag met hun handen werken, plezier hebben in het oplossen van problemen en genieten van de tastbare en visuele kwaliteiten van hout.

## Handgereedschap

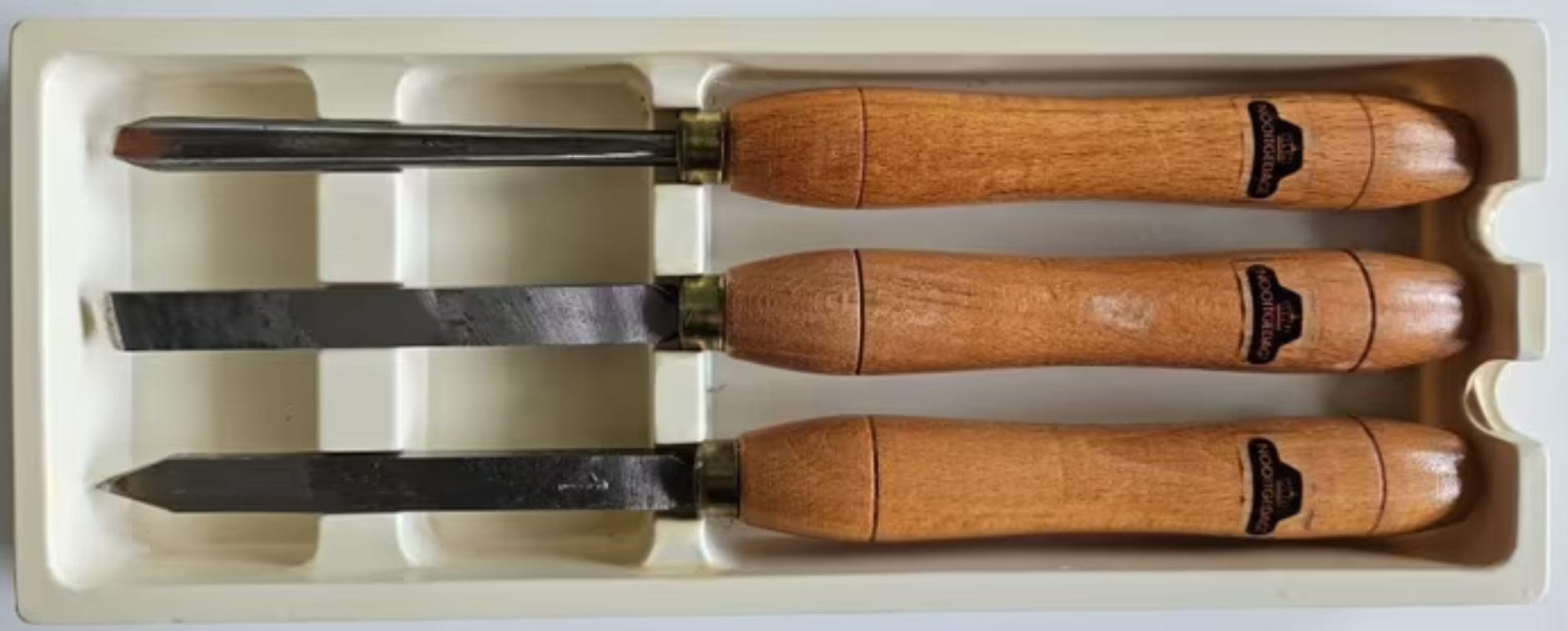
Draaiguts, draaibeitel en afsteekbeitel

De timmerman zaagt het werkstuk achtkantig en spant het werkstuk tussen de centers van de houtdraaibank. Het werkstuk in de draaibank draait aan de bovenkant naar de timmerman toe, en aan de onderkant van hem af. Met een rasp wordt het rond gedraaid. De beitel wordt krachtig in de hand vastgehouden en stevig op de leunspaan geduwd, terwijl een minimale hoeveelheid hout wordt weggedraaid. De beweging richting het werkstuk is vloeiend en zeer klein. Voornamelijk langs het werkstuk, niet er naar toe. Schuurlinnen moet zodanig gebruikt worden dat het de vingers niet verbrand. Bij het vrijmaken van het werkstuk worden de uiteinden ingedraaid, maar tijdens het draaien niet volledig. Er blijft 3 mm. vlees staan.
Types
- zaag — een scherpe handzaag om vierkante werkstukken achtkantig te zagen, los van de houtdraaibank.
- rasp — een ruwe vijl waarmee achtkantige werkstukken rond gedraaid worden in de houtdraaibank.
- draaiguts — een afgeronde beitel. Beweeg de draaiguts rustig langs het hout tot de gewenste diameter, ruwweg, is verkregen. Met dezelfde beitel de rondingen draaien.
- draaibeitel — platte beitel die scheef afloopt voor ondersnijdingen. De draaibeitel gebruiken voor de vlakke gedeelten.
- schuurlinnen — het werkstuk wordt draaiend in de draaibank geschuurd.
- afsteekbeitel — driehoekige beitel voor het indraaien van rechte vormen. De breedte is 5 mm, de vouw is 30°, waardoor de beitel niet snel vastloopt. Voor het indraaien van de overbodige uiteinden bij de centers van de houtdraaibank.

Extra gereedschap
Het handgereedschap kan uitgebreid worden met niet-noodzakelijk handgereedschap. Voor de veiligheid doen beginners dit niet.
- beugelzaag — voor het snel vrijmaken van de voet van het werkstuk, draaiend in de draaibank. Deze wordt normaal alleen voor metaalbewerking gebruikt.
- kromme beitel — voor kommen en schalen.
- houten contramal — voor het opspannen van een reeds uitgeholde kelk.

## Materiaal
Door de zachtheid, de bewerkbaarheid van het materiaal, de lichte houtkleur, en de afwezigheid van kwarren is populier de beste keuze voor de beginner.
Ook zacht, bewerkbaar en licht van kleur is vuren, herkenbaar aan de ronde kwarren. Iets geler van kleur is grenen, dat een warmere tint krijgt van ouderdom. Grenen heeft ovale kwarren.
Beuken heeft een warmere kleur en spiegels, een typerend uiterlijk. Het heeft goede bewerkbaarheid en is iets harder dan naaldhout.
Een iets moeilijker (langzamer) bewerkbaar materiaal is het hardere  eiken, dat een open structuur heeft en dus eerder splintert. Het eindresultaat kan echter heel mooi zijn door de kleur en structuur. Wie een eiken parketvloer heeft, zal zeker van eiken decoraties houden. Het hout van de Zomereik is hetzelfde als de Amerikaanse eik, hoewel het blad van de bomen veel verschilt.
Nog harder is essen, maar met enig geduld is het voor kleine voorwerpen nog geschikt.
Meranti is gesloten van structuur, zeer hard en kan met veel geduld worden toegepast. Merbau is af te raden omdat het keihard is en een open structuur heeft: poriën met gele hars. Azobé is vrijwel onbewerkbaar. Bijzonder decoratief vanwege de kenmerkende tekening zijn wengé, olijfhout, rubberwood, kronkelberk en de wortel van noten.